# حمض بانغاميك
حمض البانغاميك، ويسمى أيضا بانغاميت، هو الاسم الذي يطلق على المركب الكيميائي يوصف بأنه حمض الخليك د-جلوكونوديميكيثيميدينو، الذي روج له في البداية إرنست ت. كريبس، الأب وابنه إرنست ت. كريبس الابن كمركب طبي للاستخدام في علاج مجموعة واسعة من الأمراض. كما أنها وصفت هذه المادة الكيميائية «فيتامين B15»، على الرغم من أنه ليس فيتامين صحيح، وليس له قيمة غذائية، وليس له استخدام معروف في علاج أي مرض، وكان يسمى «علاج الدجال». على الرغم من أن عددا من المركبات المسماة «حمض البانغاميك» قد درست أو بيعت، أي مركب كيميائي، بما في ذلك تلك التي يدعيها كريبس أن يكون حمض البانغاميك، وقد تم التحقق علميا من أن لديها الخصائص التي حددت الوصف الأصلي للمجمع.
واستمد كريبس مصطلح «البانغاميك» لوصف هذا المركب الذي أكدوا أن تكون في كل مكان ومركزة للغاية في البذور (عموم معنى «العالمي» وغامي معنى «البذور»).

## كيمياء
حمض البانغاميك هو الاسم الذي يطلق على المركب الكيميائي مع الصيغة التجريبية C10H19O8N والوزن الجزيئي 281 الذي يبدو أنه استر مشتق من حمض د-جلوكوني وديمثيلغليسين. في عام 1943، تقدمت كريبس بطلب للحصول على براءة اختراع لعملية استخراج هذا المركب الكيميائي الذي أفادوا أنه كان معزولاً من بذور المشمش في السابق، وحصلوا على براءة الاختراع في عام 1949. ورقة 1951 التي أدلى بها كريبس ذكرت العزلة الأولى من هذا المركب باستخدام هذه العملية براءة اختراع، ولكن لم تتضمن معلومات كافية للتأكد من أن هذا المركب كان في الواقع معزول. في عام 1955، تلقت كريبس براءة اختراع لعملية توليف أخرى لـ «N-استبدال استرات الجليسين من حمض الغلوكونيك،» ولكن براءة الاختراع لا تحتوي على بيانات داعمة لتأكيد العملية كانت قادرة على توليف المركبات التي وصفتها براءة الاختراع، بما في ذلك حمض ملغي.
وجدت المحاولات اللاحقة لتجميع هذا الأسر من قبل باحثين آخرين أن أساليب كريبس المزعومة لإنتاج حمض الملغمة لم تكن قابلة للتكرار، وقد ركزت الأبحاث في حمض البانغاميك على مركبات من مختلف التركيبات الكيميائية. وأشار استعراض إلى أن جميع المواد الكيميائية الموصوفة في البحوث حول حمض البانغاميك، «منتج واحد المسمى» بانغمات«أو»B15«وقد أنشئت بطريقة يمكن التحقق منها علميا لتتوافق مع صيغة التجريبية» وصفها كريبس. تحليل عينة من مركب يسمى «حمض بانغاميك» التي قدمها زميل العمل من كريبس في 1950 أظهرت اللاكتوز فقط على مزيد من التقييم عن طريق مطيطي الرنين المغناطيسي النووي. وهكذا، «حمض ملغي» هو أكثر التسمية المستخدمة لوصف واحد من أي عدد من المركبات الكيميائية بدلا من مادة معينة.
المركبات الكيميائية التي تباع باسم «حمض البانغميك» للأغراض الطبية لديها أيضا مختلف التركيبات الكيميائية، والموردين من «حمض البانغميك» تغيرت بانتظام التركيب الكيميائي للمركبات التي تباع تحت هذه التسمية. وأشارت إحدى الروايات إلى أن إدارة الأغذية والعقاقير قد استولت على الكثير من الكالسيوم التي تباع من قبل مركز التغذية العامة (GNC)، والتي وافقت على التوقف عن بيع المجمع في تلك الزجاجات بعد أن رفعت إدارة الأغذية والعقاقير دعوى لوقف المبيعات بعد ذلك، لوحظ أن المؤتمر الوطني العام كان لا يزال يبيع شيئا في نفس الزجاجات مع نفس التسميات، على الأرجح مركب مختلف. بسبب الغموض في مثل هذه الحالات، وإدارة الغذاء والدواء (FDA) تعتبره «ليست مادة قابلة للتحديد.»

## مطالبات سريرية وأبحاث
وادعت براءة اختراع كريبس الأصلية أن حمض البانغاميك يمكن استخدامه لإزالة السموم وكذلك علاج الربو والظروف الجلدية وآلام المفاصل وآلام الأعصاب، مع عدم وجود أي من هذه المطالبات المدعومة بأدلة في طلب البراءة. وشملت الترويج المبكر لحمض ملغي الاستخدام من قبل الخيول سباق وكذلك البشر. على الرغم من إعطاء اسم «فيتامين B15» من قبل كريبس، لا يوجد دليل على أنه يفي بتعريف فيتامين كما لا يوجد دليل على أنه من المواد الغذائية التي يحتاجها الجسم.
الكثير من البحوث السريرية على حمض بانغاميك وقعت في الاتحاد السوفياتي السابق، على الرغم من أن البحث في كثير من الأحيان لم يصف أي من المركبات العديدة التي تسمى «حمض البانغاميك» تم استخدامها في الدراسة. وكان هذا البحث أيضا ذات جودة محدودة نظرا لكونها في الغالب سردية في الطبيعة (بدلا من التجارب الخاضعة للرقابة) وتجاهل السلامة على المدى القصير والطويل في استخدام الإنسان.
على الرغم من أن المطالبات أكثر حداثة تشمل علاج مجموعة واسعة من الحالات بما في ذلك السرطان وأمراض القلب والفصام فضلا عن توفير تحسن في استخدام الأكسجين، لا يوجد دليل كبير على أي من هذه المطالبات أو أنه آمن للاستخدام البشري. وأشارت إحدى الراجعات إلى أنها تفي بالمعايير التي تحدد علاج الدجال."

## السلامة
النتائج الإيجابية من تحليل مطفرة من خلال اختبار أميس من المركبات الموجودة عادة في المستحضرات المسماة «حمض ملغي» بما في ذلك ثنائي الكلوروراسيتامين دييزوبروبيل، دييزوبروبيلام، ثنائي كلورو أوسيتات، مختلطة مع نيتريت الصوديوم. يشير إلى أنه قد يكون هناك قلق لتطوير السرطان مع استخدام هذه المواد.

## وضع قانوني
وقد أوصت إدارة الغذاء والدواء الأمريكية بضبط أي مواد كيميائية معلن عنها كحمض ملغي وتقييد استيراد وشحن حمض البانغاميك بين الولايات على أساس أن حمض البانغاميك ومنتجات حمض البانغاميك غير مأمونة للاستخدام وليس لها خصائص غذائية معروفة. وقد تم حظر توزيع حمض البانغاميك في كندا من قبل مديرية الغذاء والدواء الكندية التي كانت تسمى آنذاك.